# 海因里希四世 (拿騷-拜爾施泰因)
海因里希四世（德語：Heinrich IV. von Nassau-Beilstein，1448/49年—1499年5月26日），拿騷-拜爾施泰因伯爵，約翰一世之子，1473年至1499年在位。

## 家庭
海因里希的妻子是塞因的伊娃（Eva von Sayn），兩人共有2子3女：
1. 約翰二世（—1513年）
2. 伯恩哈德（德语：Bernhard von Nassau-Beilstein）（—1556年）
3. 伊娃
4. 瑪格麗特
5. 伊爾姆加德